# غارة جزيرة ماكين
غارة جزيرة ماكين (بالإنجليزية:  Raid on Makin Island)‏ (وقعت الغارة في 17 أغسطس 1942—18 أغسطس 1942)، كان هجوم من قبل قوات مشاة البحرية الأمريكية على القوات العسكرية اليابانية في جزيرة ماكين (التي تعرف الآن باسم Butaritari) جزيرة في المحيط الهادي. وكان الهدف هو تدمير المنشآت اليابانية، وتحرير السجناء، والسيطرة على جزر جيلبرت بدعم وتعزيزات من قوات الحلفاء ضمن حملة جوادالكانال.